# 葉山さつきの朝からゴメンなさい!
『葉山さつきの朝からゴメンなさい！』（はやまさつきのあさからごめんなさい！）は2015年4月から2016年9月までRKB毎日放送（RKBラジオ）他で放送されていた朝のトーク番組である。
川上政行がパーソナリティを降板する2016年3月いっぱいまでは、『川上政行の朝からゴメンなさい！』（かわかみまさゆきのあさからごめんなさい！）として放送していた。

## 番組概要
パーソナリティーが気になった話題に関するトークをしたり、また美容や健康に関する情報を紹介したりする番組。

## ネット局・放送時間
いずれもJST。
- RKBラジオ 日曜日 8:30-9:00
- 山口放送 日曜日 7:30-8:00
- 長崎放送 日曜日 10:30-11:00
- 大分放送 日曜日 9:00-9:30
- 熊本放送 土曜日 7:20-7:50
- 宮崎放送 日曜日 11:00-11:30
- 南日本放送 日曜日 8:30-9:00

## パーソナリティ
- 葉山さつき
- 川上政行 （放送開始から2016年3月まで）

## コーナー
- われらのココが自慢選手権 - ネット各局のアナウンサー・リポーターが地域の良さをPRするコーナー。
- 葉山さつきの“朝からさつき晴れ” - 葉山がココロとカラダが晴れやかになる情報を紹介するコーナー。
- 葉山さつきのビューティインフォメーション - 葉山がゲストとともに女性の美についてトークをするコーナー。

### 過去に放送したコーナー
- 週刊川上マガジン - 川上が気になったニュースなどについてトークをするコーナー。

## スポンサー
- サイエンスボーテ